# Logistra
Logistra (Eigenschreibweise: LOGISTRA) ist ein deutsches, IVW-geprüftes Logistik-Magazin der Huss Unternehmensgruppe in München. Es informiert über Lösungen und Produkte zur Optimierung von Lager und Versand sowie des Verteilerverkehrs.
Gegründet wurde Logistra im Jahr 1989 von Verleger Wolfgang Huss in München, damals unter dem Namen Eurocargo. Der Namenswechsel von Eurocargo zu Logistra erfolgte mit der Ausgabe 1–2/2004.
Zusammen mit dem Fachmagazin Logistik Heute aus dem Huss-Verlag erstellt die Redaktion von Logistra den LogiMAT Daily, die Messezeitung der Fachmesse LogiMAT.
Logistra ist deutsches Trägermedium des Nutzfahrzeug-Preises „International Van of the Year“.
Das Fachmagazin LOGISTRA informiert die Branche Distributionslogistik über Lösungen und Produkte für Lager und Versand sowie des Verteilerverkehrs vom Regalsystem über Lagertechnik, Flurförderzeuge und Kommissionierung bis hin zu AutoID, Handhelds und Lagersoftware. Im Verteilerverkehr werden aktuelle Trends und Technik dargestellt, ergänzt um Fahrzeugtests und Tipps zu Flottenmanagement, Versand und Fuhrpark sowie Telematik.

## LOGISTRA best practice
Mit der Leserwahl LOGISTRA best practice würdigt das Fachmagazin LOGISTRA technische, unternehmerische und geistige Innovationen in der Intralogistik und der Nutzfahrzeugbranche.
Die Redaktion stellt ihren Lesern alle zwei Jahre 24 innovative Produkte und Lösungen in acht Kategorien zur Wahl.

## International Cargobike of the Year
Ausgezeichnet werden Unternehmen der Cargobike-Branche, die für das wachsende Feld der Lastenradlogistik und -transports innovative und professionelle Fahrzeuge mit oder ohne elektrische Unterstützung in Serie produzieren. Träger des Preises ist die Zeitschrift LOGISTRA. Die Produkte werden von einer Fachjury getestet und beurteilt.

## Weblink
- LOGISTRA – Website